# Bir El Hammam
Bir El Hammam è un comune dell'Algeria, situato nella provincia di Sidi Bel Abbes.